# Melissa Khalaj
Melissa Khalaj (* 23. Mai 1989 in München) ist eine deutsche Fernsehmoderatorin und Sängerin iranischer Abstammung. Sie arbeitet seit 2014 für die Sender der ProSiebenSat.1 Media Gruppe, vor allem für den Sender sixx. Bekannt wurde sie als Moderatorin beim Jugendsender Joiz Germany von 2013 bis 2015.

## Werdegang
Nach ihrer Teilnahme an der 6. Staffel von Popstars wurde sie Mitglied der Münchner Band Charly Bravo. Sie verließ die Band für den Moderatorenjob bei Joiz Germany. Dort moderierte sie Living Room, Home Run, die Wardrobe Challenge und gelegentlich Coffee+Charts. Dem größeren Publikum wurde sie durch ihren Auftritt bei der ProSieben-Sendung Circus HalliGalli bekannt.
Im selben Jahr moderierte sie Etage 7, eine Webshow zu Germany’s Next Topmodel.
Nebenbei spielte sie in einem Musikvideo des Rappers MC Fitti mit. Für den Sender Joiz moderierte sie zusammen mit ihrer Joiz-Kollegin Alexandra Maurer vom roten Teppich bei der Echoverleihung 2014.
Von 2014 bis 2015 moderierte sie zusammen mit Annie Hoffmann und Miriam Rickli die Sendung Crash Games – Jeder Sturz zählt! auf ProSieben.
Begleitend zur zweiten Staffel von Promi Big Brother auf Sat.1 moderierte sie auf Sixx gemeinsam mit Jochen Bendel die Late-Night-Show Promi Big Brother Late Night LIVE. Von 2015 bis 2016 präsentierte sie das Format unter dem neuen Titel Promi Big Brother – Die Late Night Show erneut und ebenso seit 2018.
Im November 2014 nahm sie mit anderen Prominenten an der Sixx-Sendung Frauendingsbums teil. In der 2. Staffel Frauendingsbums nimmt Khalaj erneut teil. Im Februar 2015 stand Khalaj wieder für Sixx vor der Kamera und präsentierte eine Show mit den Highlights der Grammy Awards 2015. Des Weiteren übernahm sie die Moderation weiterer Formate auf sixx.
Am 27. Juli 2015 gab sie bekannt, dass sie den Jugendsender Joiz Germany verlässt.
Von Oktober bis Dezember 2015 fasste sie online auf der Homepage des Fernsehsenders sixx die Big-Brother-Woche der 12. Staffel zusammen. 2017 moderierte sie vor und nach der Hauptsendung von Promi Big Brother im Internet Shows zusammen mit Aaron Troschke.
Seit September 2017 moderiert Khalaj ihre eigene Radioshow mit dem Titel Die Melissa Khalaj Show bei Jam FM.
Im Frühjahr 2023 nahm sie an der achten Staffel von The Masked Singer teil und belegte als Frotteefant den vierten Platz.

## Privatleben
Khalaj lebt in Berlin und ist mit dem Schauspieler Frederic Heidorn liiert.

## Moderation
Aktuell
- seit 2014: Promi Big Brother – Die Late Night Show (Sat.1/sixx)
- seit 2017: Die Melissa Khalaj Show (Jam FM)
- seit 2019: The Voice Kids (Sat.1)
- seit 2019: GNTM The Talk (ProSieben online)
- seit 2022: All Together Now (Sat.1)
- seit 2022: The Voice of Germany (Sat.1)

Ehemalig/Einmalig
- 2013: Etage 7 (prosieben.de)
- 2013–2015: Living Room (Joiz Germany)
- 2013–2014: Home Run (Joiz Germany)
- 2013–2015: Coffee+Charts (Joiz Germany)
- 2014: Wardrobe Challenge (Joiz Germany)
- 2014–2015: Crash Games – Jeder Sturz zählt! (ProSieben)
- 2015: Joiz Live! (Joiz Germany)
- 2015: Live&Direkt! (Joiz Germany)
- 2015: Die Grammy Awards 2015 – Das sixx Special (sixx)
- 2015: mydays sucht myhero (sixx)
- 2015: sixx Musik Quickie (sixx)
- 2016: sixx Beauty Quickie (sixx)
- 2017: Promi Big Brother – Warm Up (Facebook)
- 2017: Promi Big Brother – Late Show (promibigbrother.de)
- 2020: Big Brother (Sat.1, Sidekick Einzug-Show und Finale)
- 2020: Big Brother – Die Late Night Show (sixx)
- 2020: Das große Sat.1 Promiboxen (Sat.1)
- 2021: Promis unter Palmen – Die Late Night Show (Sat.1)
- 2022–2023: 99 – Eine:r schlägt sie alle! (zusammen mit Florian Schmidt-Sommerfeld) (Sat.1)
- 2024: Murmel Mania (Sat.1)

## TV-Auftritte
- 2007: Popstars (6. Staffel, ProSieben)
- 2014: Circus Halligalli (ProSieben)
- 2014–2016: Frauendingsbums (unregelmäßig, sixx)
- seit 2014: Sat.1 Frühstücksfernsehen (unregelmäßig, Sat.1)
- seit 2015: Promi Big Brother (unregelmäßig, Sat.1)
- 2019: Promi Shopping Queen (VOX)
- 2020: Buchstaben Battle (Sat.1)
- 2022: Catch! (Sat.1)
- 2022: Grill den Henssler (VOX)
- 2022: Watzmann ermittelt – Folge: Die entführte Braut als Theresa Geiger (Das Erste)
- 2023: Wer weiß denn sowas? (Das Erste)
- 2023: The Masked Singer (8. Staffel, ProSieben) als Frotteefant
- 2023: Zurück in die Schule (SAT1)
- 2023: Murmel Mania (SAT1)
- 2025: Das 1% Quiz - Wie clever ist Deutschland? (SAT1)